# Nocera Umbra
Nocera Umbra (latin: Nuceria Camellaria) är en kommun i provinsen Perugia, i regionen Umbrien i Italien. Kommunen hade 5 672 invånare (2018) och gränsar till kommunerna Assisi, Fabriano, Fiuminata, Foligno, Gualdo Tadino, Serravalle di Chienti, Valfabbrica samt Valtopina.